# Exaerete
Exaerete Hoffmannsegg, 1817 è un genere di api della tribù Euglossini.

## Biologia
Le femmine del genere Exaerete sono cleptoparassite, depongono cioè le uova nei nidi di altre specie, in particolare dei generi Eufriesea e Eulaema.

## Distribuzione e habitat
Vivono nelle zone tropicali e subtropicali dell'America centrale e meridionale.

## Tassonomia
Il genere Exaerete comprende 5 specie:
- Exaerete azteca Moure, 1964
- Exaerete dentata (Linnaeus, 1758)
- Exaerete frontalis (Guérin-Méneville, 1845)
- Exaerete guaykuru Anjos-Silva & Rebêlo, 2006
- Exaerete smaragdina (Guérin-Méneville, 1845)
- Exaerete trochanterica (Friese, 1900)